# M23 (Software)

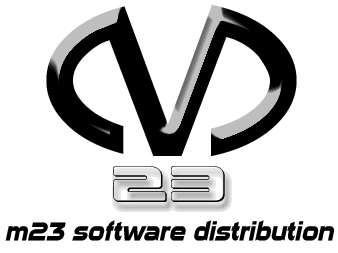
Logo des m23-Softwareverteilungssystems

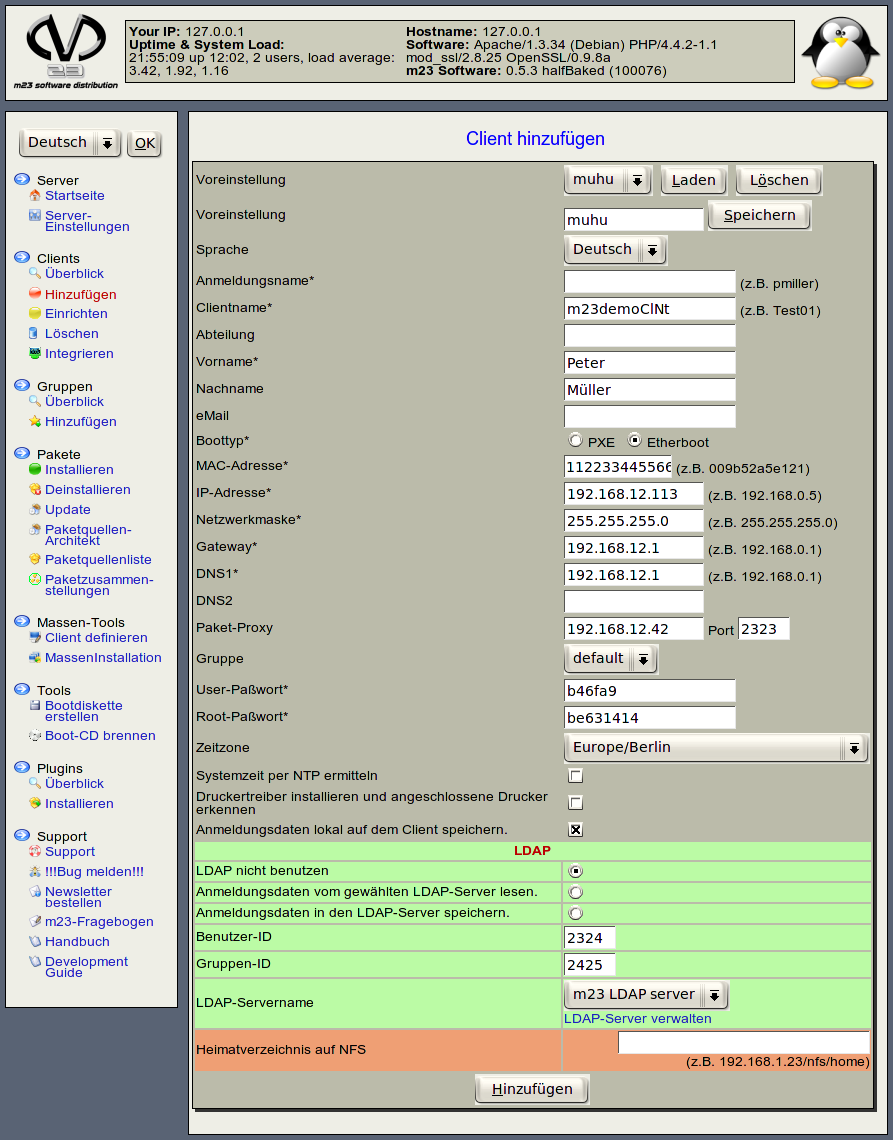
Bildschirmfoto der m23-Administrationsoberfläche (Client hinzufügen)

Bildschirmfoto der m23-Administrationsoberfläche (Erweitertes Partitionieren und Formatieren)

m23 ist ein freies Softwareverteilungssystem für Clients mit Debian/Linux, Ubuntu/Linux, Kubuntu/Linux, Xubuntu, Linux Mint, Fedora, openSUSE und CentOS; der m23-Server läuft auf einem Debian-System. Es lassen sich mehrere Clients über ein vorhandenes Netzwerk installieren, administrieren oder warten. m23 wird seit Ende 2002 überwiegend von Hauke Goos-Habermann entwickelt.

## Funktionsweise
Bei der Arbeit mit m23 wird zwischen Servern und Clients unterschieden. Der m23-Server übernimmt die Verteilung von Software sowie die Verwaltung der m23-Clients. Der Client wird bei der Betriebssysteminstallation über das Netzwerk gebootet, dabei kann auf das Boot-ROM der Netzwerkkarte, eine Bootdiskette oder eine Boot-CD zurückgegriffen werden, um den Client zu starten. Die im Client enthaltene Hardware wird erkannt und eingerichtet. Nun werden die ermittelten Hardware- und Partitionsinformationen an den Server gesendet, der die Daten in der Oberfläche (Webbrowser) anzeigt. Dem Administrator wird nun die Möglichkeit verschiedener Einstellungen gegeben, darunter die Partitionierung sowie die Formatierung für die folgende Installation einer Distribution auf dem Client.

## Einige Funktionen im Überblick
- Über eine Webschnittstelle können Softwarepakete installiert und entfernt werden
- Die Administration wird mit einem Webbrowser vorgenommen und kann von jedem Rechner durchgeführt werden, der Zugriff auf den m23-Server hat
- Bestehende Debian-Systeme können in das m23-System importiert und anschließend wie ein normaler, mit m23 aufgesetzter, Client administriert werden
- Gruppenverwaltung von Software auf mehreren Clients möglich
- Masseninstallation: ein Musterclient kann auf beliebige Clients installiert werden
- Installation mit Abbilddateien
- Unterstützung für Software-RAIDs
- Benutzerverwaltung mit LDAP (OpenLDAP)
- Paketquellen-Architekt (eigene Paketquellen erstellen und verwalten)
- Paketzusammenstellungen (Softwarepakete bündeln und zusammen installieren)
- Client- und Serverbackups können automatisch erstellt werden
- über die halfSister-Erweiterung können andere Linux-Distributionen eingebunden werden